# Actief Slovenië
Actief Slovenië (Sloveens: Aktivna Slovenija), afgekort tot AS, was een Sloveense politieke partij opgericht op 8 mei 2004 in Novo mesto. Zij nam voor het eerst deel aan de parlementaire verkiezingen in oktober 2004 en behaalde daarbij 2,97% van de uitgebrachte stemmen. Vanwege de kiesdrempel van 4% behaalde de partij geen zetels. De partij fuseerde 8 december 2007 met de nieuwe politieke partij Zares.
Voorzitter Franci Kek is sinds 1998 actief in de lokale politiek en was sinds de oprichting van AS partijvoorzitter. De partij is sinds 1998 in de gemeenteraad van Novo mesto vertegenwoordigd. Sinds de lokale verkiezingen in 2002 telt Actief Slovenië vertegenwoordigers in meerdere gemeenteraden verspreid over het hele land. Vicevoorzitters zijn sinds het partijcongres in januari 2006 Jadranka Novak en de Sloveense muzikant Vanja Alič. 
Een deel van de kaders van Actief Slovenië werd voor de verkiezingen in 2004 gerekruteerd uit de SMS. Deze in 2000 opgerichte politieke partij viel ten prooi aan onderlinge twisten, nadat zij vier zetels in het parlement kon bezetten. Een van de drie vicevoorzitters van Actief Slovenië was tot januari 2006 Igor Štamberger, die in de periode 2000-2004 parlementsafgevaardige van de SMS is geweest. Ook de algemeen secretaris Tadej Slapnik was voorheen parlementskandidaat voor de SMS. De landelijk secretaris organisatie, Mateja Mesarec, kandideerde in 2002 tijdens gemeenteraadsverkiezingen met succes voor de SMS in Miklavž. Andere bestuursleden hebben ook gemeenteraadszetels ingenomen namens de SMS, zoals Aleksander Uršič in Kamnik.